# Generaliseret impuls
Den generaliserede impuls er inden for analytisk mekanik en fysisk størrelse, som kan fungere som impuls skønt det ikke nødvendigvis er den lineære impuls i form af masse gange hastighed. Når man har defineret generaliseret hastighed {\displaystyle {\dot {q}}}, den tidsafledte til et valgt koordinat, kan man definere den tilsvarende impuls {\displaystyle p} som:
{\displaystyle p={\frac {\partial L}{\partial {\dot {q}}}}}
hvor {\displaystyle L} er Lagrangen.
Hvis {\displaystyle L} er givet ved kinetisk minus potentiel energi, har man for simple systemer med et kartesisk koordinat {\displaystyle x} som generaliseret koordinat:
{\displaystyle L(x,{\dot {x}},t)={\frac {1}{2}}m{\dot {x}}^{2}-V(x)}
Dermed bliver den generaliserede impuls:
{\displaystyle p={\frac {\partial L}{\partial {\dot {x}}}}=m{\dot {x}}}
Det ses, at definitionen her stemmer overens med den lineære impuls.
Den tidsafledte til den generaliserede impuls kaldes den generaliserede kraft.
| Fysik | Spire Denne artikel om fysik er en spire som bør udbygges. Du er velkommen til at hjælpe Wikipedia ved at udvide den. |